# Quay (Oklahoma)
Quay é uma cidade  localizada no estado norte-americano de Oklahoma, no Condado de Pawnee e Condado de Payne.

## Demografia
Segundo o censo norte-americano de 2000, a sua população era de 47 habitantes.

## Geografia
De acordo com o United States Census Bureau tem uma área de
0,5 km², dos quais 0,5 km² cobertos por terra e 0,0 km² cobertos por água.

## Localidades na vizinhança
O diagrama seguinte representa as localidades num raio de 16 km ao redor de Quay.